# 景慶里
景慶里為台灣台北市文山區轄下一里。

## 沿革
本里原屬景美區景仁里，1973年行政區域調整時自景仁里劃出定名為景慶里，1990年與景順里合併，並改為文山區景慶里迄今。

## 里界
- 東至：以羅斯福路六段與景行里、景華里為界
- 西至：新店溪中線與新北市永和區遙遙相望
- 南至：萬慶街與景美里為鄰
- 北至：溪口街與景仁里相接